# 옷감

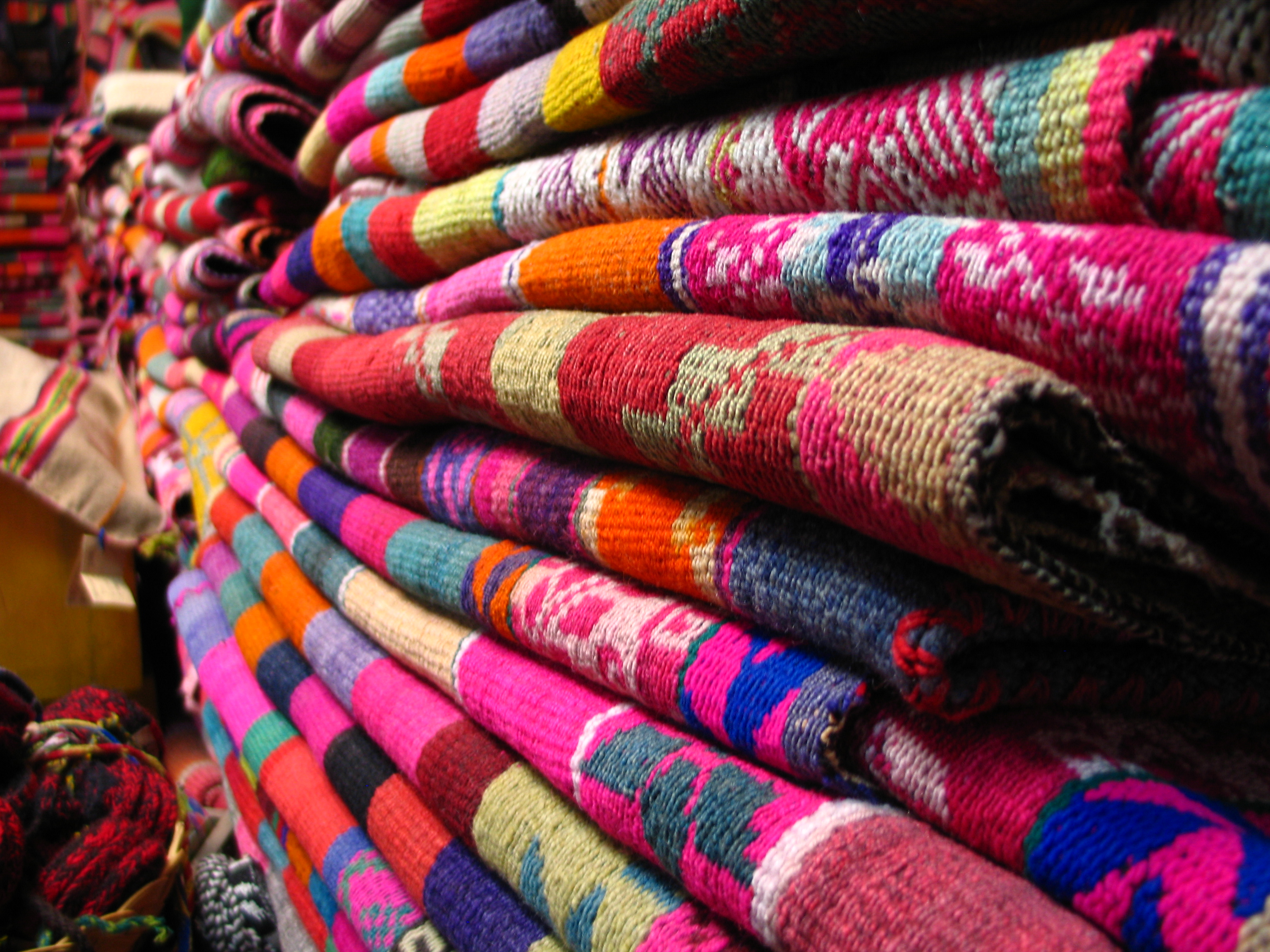
각종 옷감들을 진열해 놓은 모습

옷감(영어: textile)은 옷을 만드는 데 주재료로 쓰이는 직물이나 편성물, 레이스·부직포·가죽 제품·폼 제품 등 여러 가지를 말하는데, 일반적으로 직물과 편성물을 가리킨다. 의타(衣次)라고도 한다.
옷감의 재료는 크게 천연섬유와 인조섬유로 나뉜다. 천연섬유에는 면·마·견·모직이 있고 인조섬유에는 레이온·나일론·비닐론·스판덱스 등이 있다.

## 섬유의 종류
섬유를 분류하면 다음과 같다.
- 천연섬유
  - 식물성 섬유 : 면섬유, 마섬유
  - 동물성 섬유 : 견섬유, 모섬유
  - 광물성 섬유 : 석면
- 인조섬유
  - 재생섬유 : 레이온, 아세테이트
  - 합성섬유 : 나일론, 폴리에스테르, 아크릴, 폴리비닐알코올, 폴리염화비닐, 폴리에틸렌,폴리프로필렌, 폴리우레탄
  - 무기섬유 : 유리섬유, 금속섬유

## 옷감의 종류

### 직물
직물(織物)은 날실과 씨실이 직각을 이루면서 짜여진 옷감으로, 실의 교차 방법에 따라 평직·능직·수자직 등으로 분류된다. 직물의 짜임새는 옷감의 강도·촉감·내추성·보온성·통기성 등과 관련이 있다. 폴리우레탄 제외, 신축성은 없다

### 평직
평직(平織)은 직물 조직 중에서 가장 간단한 조직으로, 날실과 씨실이 한 올씩 상하로 번갈아 교차된 것이다. 평직으로 짠 옷감은 조직점이 많아서 얇으면서도 질기고 실용적이나 다소 거칠고 빳빳하며 구김이 잘 간다. 광목·옥양목·포플린·모시·베·명주·모슬린 등이 대표적인 평직물이다.

### 능직
능직(綾織)은 날실 또는 씨실이 연속해서 2올 또는 그 이상의 올과 상하로 교차되어 조직점이 능선으로 나타난다. 능직은 평직에 비하여 마찰에는 약하나 두터우면서 부드러운 직물을 만들 수 있다. 또 신축성이 있고 구김이 덜 생기며 광택이 좋고 더러움을 덜 타 실용적이다. 데님·서지·개버딘·진 등이 대표적인 능직물이다.

### 수자직
수자직(繻子織)은 날실 또는 씨실의 조직점을 될 수 있는 대로 적게 하면서 연속시키지 않고 분산시켜 표면에는 날실 또는 씨실만 나타나게 한 조직이다. 수자직으로 짠 옷감은 부드럽고 매끄러우며, 광택이 좋고, 구김이 덜 생긴다. 그러나 마찰에 약해 실용적이지 못하다. 공단·양단 등이 대표적인 수자 직물이다.

### 편성물
편성물(編成物)은 한 가닥의 실로 코를 만들고, 이 코에 실을 걸어서 새 코를 만드는 것을 되풀이하여 짠 옷감이다. 편성물은 가볍고 신축성이 커서 활동하기에 편하고, 구김이 잘 생기지 않아 세탁 후 다림질할 필요가 없다.또 함기량이 많아서 보온성이 크고, 통기성과 투습성도 좋다. 그러나 마찰에 약하고, 젖으면 직물에 비해 수분의 흡수량이 커서 그 무게로 인하여 형태가 변할 염려가 있으므로 건조시 주의해야 한다. 편성물은 짜는 방법에 따라 위편성물과 경편성물로 나뉜다.펠트(felt)는 모섬유의 털비늘이 열과 물, 압력에 의해 축융되어 엉키는 성질을 이용하여 만든다. 압축에 대한 탄성이 있고 올이 풀리지 않는 장점이 있으나, 직물에 비해 두껍고 뻣뻣하며 마찰에 대단히 약하다. 따라서 모자나 의복의 아플리케 장식, 산업용 여과포에 주로 쓰인다.
부직포
부직포(不織布)는 열과 수지를 이용하여 섬유가 서로 얽히도록 기계적인 처리를 하여 만든 옷감이다. 가볍고 통기성과 보온성이 있으며, 절단 부분이 풀리지 않는 특징이 있다. 그러나 신축성이 없고 뻣뻣하며, 강도가 약해 내구성이 부족하다. 의복의 심감 외에 수술복, 실험복 등의 1회용 옷감으로 많이 이용된다.

## 같이 보기
- 직물
- 테리클로스